# Boris Khlebnikov
Pour les articles homonymes, voir Khlebnikov.
Boris Igoriévitch Khlebnikov (Бори́с И́горевич Хле́бников), né le 28 août 1972 à Moscou, est un réalisateur et scénariste russe.

## Biographie
Boris Khlebnikov naît à Moscou alors capitale de l'URSS et vit la période de la Péréstroïka dans son adolescence, puis les années difficiles suivant l'écroulement de l'URSS. Après ses études secondaires, il étudie la biologie pendant deux ans, avant de s'inscrire à la faculté de cinéma du VGIK. Il réalise en fin d'études deux courts métrages avec Alekseï Popogrebski. Il réalise en 2003 son premier long métrage, intitulé Koktebel qui remporte entre autres le prix du scénario de l'académie européenne du cinéma dans le cadre du festival du film de Berlin et le prix spécial du jury du XXVe festival international du film de Moscou. Ce film primé par la critique internationale, par le prix de la Fipresci, relate l'histoire d'un jeune père veuf, ayant tout perdu à Moscou, qui amène son fils jusqu'à Koktebel en Crimée au bord de la mer, dans un voyage initiatique.
En 2009, il tourne Le Secours fou «Сумасшедшая помощь» et la séquence L'Infamie «Позор», dans le film à séquences intitulé Courte fermeture «Короткое замыкание». Il participe en tant que réalisateur cette même année à la série télévisée Churchill «Черчилль». En 2010, il est l'un des fondateurs de l'Union du Cinéma et en préside la première session.
La première de son film Une longue vie heureuse «Долгая счастливая жизнь» se déroule au 63e festival international du film de Berlin dans le programme du concours principal. En 2014, ce film est nommé pour le prix Nika dans trois catégories : meilleur film, meilleure direction et meilleur scénario.
À l'ouverture du XXVIIIe festival russe du cinéma « Kinotavr » de juin 2017, son film Arythmie remporte le grand prix et le prix du public,. Il remporte aussi en novembre 2017 le prix du festival du film russe d'Honfleur, présidé par Saffy Nebbou.

## Filmographie

### Réalisateur
Court-métrages
- 1997 : «Мимоход» (court métrage, documentaire; avec Alekseï Popogrebski)
- 2000 : La Grenouille rusée «Хитрая лягушка» (court métrage; avec Alekseï Popogrebski)
- 2006 : Il est parti «Уехал» (court métrage, documentaire; avec Valeria Gaï Germanica)

Longs-métrages
- 2003 : Koktebel «Коктебель» (avec Alekseï Popogrebski)
- 2006 : Nage libre «Свободное плавание»
- 2009 : Le Secours fou «Сумасшедшая помощь»
- 2009 : Court-circuit : Cinq histoires d'amour «Короткое замыкание», Korotkoie zamykanie — film collectif, épisode L'Infamie «Позор»
- 2012 : Jusqu'à ce que la nuit nous sépare (ru) «Пока ночь не разлучит»[7]
- 2013 : Une longue vie heureuse «Долгая счастливая жизнь»
- 2016 : Le Jour d'avant (ru) «День до»
- 2017 : Arythmie «Аритмия»
- 2023 : Trois Minutes de silence «Снегирь»

Télévision
- 2009 : :Churchill «Черчилль» (série télévisée), film 9 — Rôle mortel «Смертельная роль»
- 2012 : Sans témoins «Без свидетелей» (série télévisée, 1ère saison; avec Ilya Malkine).
- 2015 : Les Inquiets ou l'amour du mal «Озабоченные, или Любовь зла» (série télévisée)
- 2018 : Une femme ordinaire (Обычная женщина) (série télévisée)
- 2019 : Tempête (ru) (Шторм)
- 2021 : Camarade Major (Товарищ майор)

### Scénariste
- 2003 : Koktebel «Коктебель» (avec Alexeï Popogrebski)
- 2006 : Nage libre «Свободное плавание» (avec Alexandre Rodionov)
- 2009 : Courte fermeture «Короткое замыкание» (avec M. Kourotchkine et M. Ougarov de la nouvelle Pozor (L'Infamie) «Позор»)
- 2013 : Une longue vie heureuse «Долгая счастливая жизнь» (avec Alexandre Rodionov)
- 2017 : Arythmie «Аритмия» (avec Natalia Mechtchaninova)
- 2018 : Le Cœur du monde «Сердце мира» de Natalia Mechtchaninova

### Acteur
- 2011 : Deux jours «2 дня» : le cinéaste

### Producteur
- 2014 : «Здорово и вечно», film documentaire sur le musicien rock Egor Letov (1964-2008) et son groupe Grajdanskaïa Oborona.

## Prix et nominations
- 2003 — Festival international du film de Moscou, prix du meilleur scénario, prix de la Fipresci pour Koktebel «Коктебель»
- 2006 — Kinotavr, prix pour Nage libre«Свободное плавание»
- 2014 — Prix «Nika», nomination dans les catégories, meilleur film, meilleur direction, meilleur scénario (Une longue vie heureuse «Долгая счастливая жизнь»).
- 2017 — Kinotavr, grand prix pour Arythmie «Аритмия»[8]
- 2017 — 2e festival d'Oural du cinéma russe (Ékaterinbourg) — grand prix du festival et prix « Éléphant » de la guilde des cinéastes et critiques de cinéma de Russie[9]
- 2017 — Festival du film russe d'Honfleur, prix du meilleur film et prix du public pour Arythmie «Аритмия»[10].
- 2017 — Arras Film Festival (Arras), prix de la critique pour Arythmie «Аритмия»[11]

## Positions
En mars 2014, Khlebnikov signe une lettre ouverte de l'Union des cinéastes et des syndicats professionnels du cinéma à l'adresse de ses collègues d'Ukraine, à propos de l'intervention russe en Ukraine.